# 恋人じゃなくなった日
「恋人じゃなくなった日」は、日本のシンガーソングライター・優里の楽曲。メジャー15作目の配信限定シングルとして2023年2月14日にリリースされた。

## 概要
本曲は、優里はじまりの曲「かくれんぼ」、バイラル大ヒット曲「ドライフラワー」、ドライフラワーのアフター・ストーリー「おにごっこ」と続く物語の、新たなエピソードを歌った最終章の始まりとなる楽曲。失恋ソングと思われるタイトルから想像される展開とは違った、心温まる歌とその物語に感動する人続出の楽曲となっている。
ミュージックビデオは、3月1日20時にYouTubeでプレミア公開した。優里の代表曲「ドライフラワー」や「かくれんぼ」、「おにごっこ」、「クリスマスイブ」などのミュージック・ビデオを手掛けたエリザベス宮地が監督を担当。「おにごっこ」のミュージック・ビデオで主演を務めた俳優 兵頭功海、新進気鋭の俳優 花瀬琴音による、すれ違い恋人ではなくなったふたりの歩んだ先の姿が描かれた、ドライフラワーの物語の最終章の始まりにふさわしい泣ける物語となっている。